# Cserestemes
Cserestemes (románul: Cireșu) település Romániában, a Bánságban, Temes megyében.

## Fekvése
Lugostól délkeletre, a Temes mellett, Szendelak és Kricsó közt fekvő település.

## Története
Cserestemes nevét 1603-ban Cziresul néven említette először oklevél. (Suciu I:150)
1700-ban Cserestömös, Csires, 1761-ben Temes-Csirescha, 1808-ban Csereste (Temes-), Csereshe Temesh, 1851-ben Cserestemes néven írták.
A település főbb birtokosa egykor a Sztojanovics család volt.
1910-ben 932 lakosából 5 magyar, 448 román, 1202 ruszin, 365 cigány volt. Ebből 13 római katolikus, 105 görögkatolikus, 810 görögkeleti ortodox volt.
A trianoni békeszerződés előtt Krassó-Szörény vármegye Temesi járásához tartozott.

## Hivatkozások

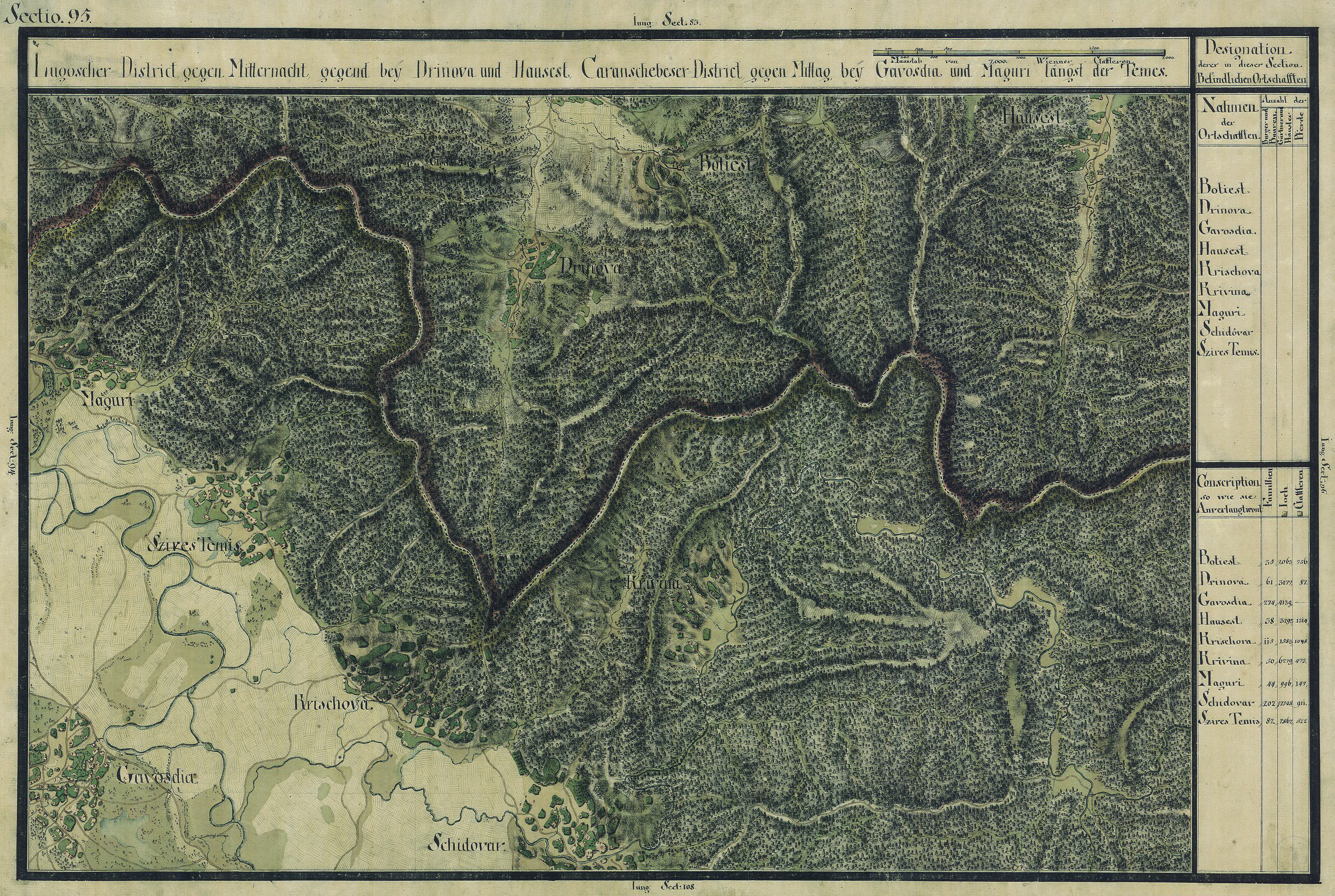
Cserestemes egy régi térképen